# 621-й ночной бомбардировочный авиационный полк
621-й ночной бомбардировочный авиационный полк он же 621-й лёгкий бомбардировочный авиационный полк — воинская часть вооружённых сил СССР в Великой Отечественной войне.

## История
Формировался в ноябре-декабре 1941 года в Приволжском военном округе, в Саратове. Был вооружён самолётами Р-5.
В составе действующей армии с 7 января 1941 по 17 марта 1942 года.
1 января 1942 года поступил в 7-ю смешанную авиационную дивизию Северо-Западного фронта, действовал в полосе 3-й ударной армии, так, в частности, в январе 1942 производит бомбардировки вражеских позиций в районе Молвотицы.
В июне 1942 года переформирован в 621-й штурмовой авиационный полк, вооружён Ил-2; одновременно из состава полка был выделен 621-й «А» ночной бомбардировочный полк, вооружён У-2.

## Подчинение
| Дата            | Фронт (округ)             | Армия             | Корпус | Дивизия                           | Примечания |
| --------------- | ------------------------- | ----------------- | ------ | --------------------------------- | ---------- |
| 01.01.1942 года | Приволжский военный округ | -                 | -      | -                                 | -          |
| 01.02.1942 года | Калининский фронт         | 3-я ударная армия | -      | 7-я смешанная авиационная дивизия | -          |
| 01.03.1942 года | Калининский фронт         | 3-я ударная армия | -      | 7-я смешанная авиационная дивизия | -          |

## Командиры
- майор В.Д.Сидоренко